# Рузвелт
Вижте пояснителната страница за други значения на Рузвелт.
Рузвелт (на английски: Roosevelt) е град в окръг Душейн, щата Юта, САЩ. Рузвелт е с население от 4299 жители (2000) и обща площ от 13,6 km². Намира се на 1553 m надморска височина. ЗИП кодът му е 84066, а телефонният му код е 435.